# Ulrich Werder
Ulrich Werder (* 4. September 1951) war Fußballspieler in der DDR-Oberliga, der höchsten Spielklasse des DDR-Fußball-Verbandes. Dort spielte er für den 1. FC Union Berlin und den FC Vorwärts Frankfurt.

## Sportliche Laufbahn
Die Betriebssportgemeinschaft (BSG) Traktor der Ortschaft Flatow war Werders erste Station seiner Laufbahn als Fußballspieler. Dort hatte er 1960 als Neunjähriger in der Kindermannschaft begonnen und spielte dort bis zum Juniorenalter. 1968 wechselte er in das benachbarte Hennigsdorf und schloss sich der BSG Motor an. Nachdem er 1969 dem Juniorenalter entwachsen war, spielte Werder für Motor in drittklassigen Bezirksliga Potsdam. Inzwischen hatte er den Beruf eines Maschinenbauers erlernt.
Zur Saison 1970/71 wurde der 1,73 m große Werder zum Oberliga-Aufsteiger 1. FC Union Berlin delegiert. Nach Einsätzen in der Bezirksligamannschaft Union II wurde er am 18. April 1971 erstmals in der Oberligamannschaft eingesetzt. In der Begegnung des 19. Spieltages Union Berlin – SG Dynamo Dresden (2:1) kam er in der 57. auf das Feld. Auch in den folgenden fünf Oberligapunktspielen kam Werder zum Einsatz, in drei Partien stand er in der Anfangself. Nach 17 Oberligaeinsätzen 1971/72 bestritt er 1972/73 nur die beiden ersten Oberligaspiele. Nach der Saison 1972/73 musste Union erneut in die DDR-Liga absteigen, was Werder dazu nutzte, sich als Stammspieler zu etablieren. In den drei Liga-Spielzeiten von 1973 bis 1976 bestritt er 90 der 100 ausgetragenen Pflichtspiele. Ab 1976/77 spielte Union wieder in der Oberliga, und Werder war mit 22 Oberligaspielen als Mittelfeldakteur weiter Stammspieler. Auch für die Saison 1977/78 wurde er wieder Mittelfeldspieler für die Stammelf nominiert und bestritt auch die ersten acht Punktspiele. Im November 1977 wurde Werder nach 150 Pflichtspielen für Union Berlin, darunter 55 Oberligaspiele mit zwei Toren, zum Militärdienst einberufen, den er beim Spitzenklub der Armeesportvereinigung, dem FC Vorwärts Frankfurt ableisten musste.
Werder wurde bereits drei Monate später von Beginn der Rückrunde 1977/78 an in der Oberligamannschaft des FC Vorwärts eingesetzt und bestritt als Mittelfeldspieler alle 13 Punktspiele. Am Saisonende stand Vorwärts als Absteiger fest, sodass Werder 1978/79 erneut in der DDR-Liga spielen musste. Dort bestritt er 21 der 30 Punkt- und Aufstiegsspiele und hatte damit wesentlichen Anteil an der sofortigen Rückkehr in die Oberliga. In der neuen Oberligasaison 1979/80 kam Werder nur zwischen dem 15. und 26. Spieltag in elf Begegnungen hauptsächlich als Einwechselspieler zum Einsatz. Er wurde zunehmend von jüngeren Mittelfeldspielern wie André Jarmuszkiewicz und Frieder Andrich verdrängt und kam 1980/81 nur noch am 11. und 14. Spieltag zu zwei Oberligaeinsätzen. Auch für die Saison 1981/82 wurde Werder noch für die Oberligamannschaft des FC Vorwärts nominiert, kam dort aber nicht mehr zum Einsatz. Im November 1981 wurde er im Rang eines Oberfeldwebels aus der Armee und beim FC Vorwärts entlassen.
Vom Februar bis April 1982 spielte der inzwischen 40-jährige Werder beim DDR-Ligisten BSG Bergmann-Borsig Berlin und schloss sich im Sommer 1982 dem DDR-Liga-Aufsteiger BSG KWO Berlin an. Nach einem Jahr stieg KWO in die Bezirksliga ab, in der Werder noch bis zum Ende der Saison 1984/85 und dem Gewinn der Bezirksmeisterschaft aktiv blieb. Anschließend beendete Werder im Alter von 34 Jahren seine Laufbahn als Fußballspieler.